# O Segredo das Massagistas
O Segredo das Massagistas é um filme brasileiro de 1977, com direção de Antonio Bonacin Thome.

## Sinopse
Celso, um homem de negócios dinâmico, já está à beira de um ataque cardíaco aos 30 anos de idade, tal é a vida frenética que leva no mundo dos negócios. Um dia, já perto do esgotamento total, encontra um amigo, mais velho que ele, mas em excelente forma, numa rua central de São Paulo. Celso pede-lhe que o leve a uma clínica de cardiologia, mas acaba por ser apresentado a um moderno instituto de fisioterapia, onde várias raparigas lhe dão uma série de massagens. O instituto torna-se então um paraíso para Celso, pois aí encontra a paz de que necessita para se recuperar, bem como para manter um romance que lhe poderá trazer felicidade futura.

## Elenco[1]
- Nilza Albanezzi
- Pedro Cassador
- Sula de Paula
- Rossana Eva
- Edward Freund
- Sônia Gularducci
- Guta
- Sérgio Longo
- Lourênia Machado
- Rafael Miquelan
- Aldine Müller
- Mara Prado
- Paulino Rafani
- Paulo Ramalho
- César Roberto
- Crayton Sarzy
- Dino Sirzi